# Sinello
Il Sinello è un fiume italiano il cui corso si svolge interamente in provincia di Chieti, in Abruzzo.
Lungo 50 km, nasce dalla Sella Grande, sul monte Castel Fraiano a Castiglione Messer Marino, in provincia di Chieti ad un'altezza di 1415 m s.l.m..
Il regime è molto variabile nell'arco dell'anno: dall'inizio dell'autunno fino alla primavera la portata d'acqua è abbastanza elevata, grazie alle abbondanti piogge; mentre nella stagione estiva, il flusso risulta molto ridotto e si restringe fino al letto di magra. In questo periodo è abbastanza frequente incontrare dei punti di secca, soprattutto nel tratto finale del fiume. Il problema delle secche era quasi inesistente in passato, quando il fiume era la principale risorsa per l'abbeveramento del bestiame allevato dalle comunità locali, nonché dei greggi di passaggio che praticavano la transumanza. Inoltre, il fiume era utilizzato per la macerazione ad umido del lino e per il lavaggio degli indumenti.
Lungo il suo corso, all'altezza del comune di Pollutri, è presente la riserva naturale guidata Bosco di Don Venanzio, uno degli ultimi boschi planizari della costa adriatica.
Sfocia, con un estuario, nel mare Adriatico a nord del promontorio di Punta Penna, al confine tra il territorio di Casalbordino e quello di Vasto.
I suoi principali affluenti sono il torrente Altosa, il torrente Torbido, il Vallone della Peschiola, il Fosso di Scerni e il Fosso Barbato a sinistra; il torrente Maltempo e il torrente Cena a destra.

## Comuni attraversati
Il fiume Sinello attraversa il territorio di vari comuni del medio-alto vastese. In ordine alfabetico:
- Carpineto Sinello
- Casalanguida
- Casalbordino
- Castiglione Messer Marino
- Gissi
- Guilmi
- Montazzoli
- Monteodorisio
- Pollutri
- Roccaspinalveti
- Scerni
- Vasto